# Halloween Kills
Halloween Kills là phim điện ảnh Mỹ, thuộc thể loại đâm chém của đạo diễn David Gordon Green. Biên kịch phim là Green, Danny McBride và Scott Teems. Đây là phần tiếp theo của Halloween năm 2018 và cũng là phần thứ 12 của loạt phim Halloween. Phim có sự tham gia của Jamie Lee Curtis, Nick Castle, James Jude Courtney.
Halloween Kills dự kiến được hãng Universal Pictures ra rạp tại Mỹ vào ngày 15/10/2021. Phần tiếp theo nữa, Halloween Ends, dự kiến phát hành ngày 14/10/2022.

## Nội dung
Vào đêm 31 tháng 10 năm 1978 tại thị trấn Haddonfield, Illinois, sĩ quan cảnh sát Frank Hawkins vô tình bắn chết cộng sự của mình trong khi cố gắng cứu anh ta khỏi tên sát nhân Michael Myers. Anh tin rằng Michael vẫn còn nhân tính nên ngăn cản không cho Tiến sĩ Samuel Loomis hành quyết hắn. Bốn mươi năm sau, đêm 31 tháng 10 năm 2018, sau khi bị Tiến sĩ Ranbir Sartain đâm trong phần phim trước, Hawkins được tìm thấy và được đưa vào bệnh viện. Hawkins hối hận vì năm xưa ông đã nhân từ với Michael và thề sẽ giết hắn.
Trong khi đó ở một quán rượu, Tommy Doyle đang ăn mừng kỷ niệm bốn mươi năm ngày Michael bị bắt giam cùng với những người sống sót khác là Lindsey Wallace, Lonnie Elam và Marion Chambers, tất cả họ đều đã từng chạm trán Michael vào năm 1978. Một đội lính cứu hỏa đến chữa cháy cho căn nhà của Laurie Strode, nhờ vậy mà Michael có thể thoát ra ngoài và giết chết họ. Laurie được đưa vào bệnh viện để làm phẫu thuật khẩn cấp, đi cùng với bà là Karen Nelson - con gái bà và Allyson Nelson - cháu ngoại bà.
Mọi người xem tin tức trên tivi thì biết được Michael đang tác oai tác quái. Tommy thành lập một đám đông cư dân đầy thù hận để săn lùng và giết Michael. Karen được cảnh sát thông báo rằng Michael vẫn còn sống nhưng cô không cho Laurie biết tin này. Allyson muốn trả thù cho cái chết của bố mình nên cùng với bạn trai cũ là Cameron Elam tham gia đám đông của Tommy. Trong khi đi cảnh báo người dân, Marion, Marcus và Vanessa bị Michael giết, chỉ có Lindsey chạy thoát. Mọi người suy luận rằng Michael đang trở về căn nhà thời thơ ấu của hắn. Tommy đưa Lindsey vào bệnh viện và cho Laurie biết tin Michael còn sống. Sau đó Michael đã đến căn nhà cũ của hắn rồi giết hai người chủ nhà hiện tại.
Lance Tovoli, một bệnh nhân từ bệnh viện tâm thần Smith's Grove, người chạy thoát cùng với Michael khi xe buýt của họ gặp tai nạn, đến bệnh viện và bị nhầm là Michael. Đám đông của Tommy điên cuồng truy đuổi Lance, chỉ có Karen nhận ra ông ta không phải Michael. Quá hoảng loạn nên Lance đã nhảy lầu tự tử. Sau đó Laurie thúc giục Karen đi theo Tommy và Leigh Brackett săn lùng Michael. Trong khi đó, Michael giết Lonnie và Cameron khi họ đến kiểm tra nhà cũ của hắn.
Khi Michael chuẩn bị giết Allyson thì Karen đâm vào lưng hắn bằng cây ba chĩa, lấy mặt nạ của hắn để lừa hắn đuổi theo cô. Karen dẫn Michael đến chỗ nhóm của Tommy đang chờ sẵn, họ đánh đập tên sát nhân một cách dã man và tin rằng hắn đã chết. Một lát sau, Michael bất ngờ tỉnh lại rồi tàn sát toàn bộ nhóm người, bao gồm Tommy và Brackett. Ở bệnh viện, Laurie nói với Hawkins rằng Michael là kẻ phi thường, không ai có thể giết hắn bằng vũ lực. Trở lại căn nhà của Michael, Karen lên lầu để xem xét trong khi Allyson được chăm sóc y tế. Sau đó Michael đâm chết Karen trong phòng ngủ cũ của Judith Myers.

## Diễn viên
- Jamie Lee Curtis vai Laurie Strode: nạn nhân duy nhất sống sót sau cuộc thảm sát mà tên sát nhân Michael Myers gây ra trong phần phim năm 1978. Tuy đã nhiều năm trôi qua và đã có con cháu, bà vẫn còn bị ám ảnh với sự kiện này.
- James Jude Courtney và Nick Castle vai sát nhân Michael Myers/The Shape
  - Airon Armstrong vào vai Michael hồi trẻ năm 1978
- Judy Greer vai Karen Nelson: con gái của Laurie
- Andi Matichak vai Allyson Nelson: cháu gái của Laurie (con gái Karen)
- Anthony Michael Hall vai Tommy Doyle
- Kyle Richards vai Lindsey Wallace
- Robert Longstreet vai Lonnie Elam

## Phát hành
Halloween Kills ban đầu dự kiến ra rạp vào ngày 16/10/2020, tuy nhiên vào tháng 7 cùng năm, hãng phim đã quyết định rời lịch chiếu sang 15/10/2021, do những ảnh hưởng của dịch Covid-19.

## Phần tiếp theo
Tháng 7 năm 2019, đoàn làm phim thông báo sản xuất tiếp phần ba cho sê-ri phim với nhan đề là Halloween Ends. Phim ra mắt vào ngày 14 tháng 10 nắm 2022.